# کوه ویستار
کوه ویستار (به لاتین: Mount Wistar) یک کوه در گرینلند است که در پارک ملی شمال شرق گرینلند واقع شده‌است. کوه ویستار ۱٬۷۳۷ متر بالاتر از سطح دریا واقع شده‌است.